# Ham-les-Moines
Ham-les-Moines település Franciaországban, Ardennes megyében. Lakosainak száma 360 fő (2022. január 1.). Ham-les-Moines Cliron, Haudrecy, Lonny, Remilly-les-Pothées, Saint-Marcel és Sormonne községekkel határos.

## Népesség
A település népességének változása:
| Lakosok száma | 237  | 300  | 365  | 348  | 388  | 381  | 372  | 371  | 367  | 360  |
|               | 1968 | 1982 | 1990 | 2006 | 2013 | 2015 | 2017 | 2019 | 2020 | 2022 |